# Shane Matthews
Michael Shane Matthews (Pascagoula, 1º giugno 1970) è un ex giocatore di football americano statunitense che ha giocato nel ruolo di quarterback nella National Football League (NFL). Al college giocò a football all'Università della Florida

## Carriera

### 1993–2001
Malgrado una carriera universitaria di successo i Florida Gators di coach Steve Spurrier, Matthews non fu scelto nel Draft NFL, firmando con i Chicago Bears nel 1993, dove rimase il quarterback di riserva per quattro stagioni, non scendendo mai in campo prima del 1996.
Matthews passò in seguito due stagioni ai Carolina Panthers, continuando però ad essere una riserva. I Bears ripresero con sé Matthews nel 1999 e nella sua seconda esperienza con la squadra trovò più fortuna. La sua miglior stagione fu quella del 1999 in cui partì come titolare in sette partite, passando 1.645 yard e 9 touchdown, Rimase a Chicago per altre due stagioni, disputando in quell'arco di tempo otto gare come titolare. Rilevò anche il titolare Jim Miller nel gennaio 2002 dopo che questi si infortunò nella gara di playoff contro i Philadelphia Eagles.

### 2002–2006
Nel 2002, Matthews firmò con i Washington Redskins allenati da Spurrier. Disputò sette gare come titolare per i Redskins passando 1.251 yard e 11 touchdown. Dopo quell'anno, tornò nel suo ruolo di riserva con i Cincinnati Bengals nel 2003 (nessuna presenza) e coi Buffalo Bills nel 2004 e 2005 (tre presenze, nessuna come titolare).
Nel dicembre 2006, Matthews firmò per essere il terzo quarterback dei Miami Dolphins per sostituire l'infortunato titolare Daunte Culpepper. A fine anno si ritirò

## Statistiche
| Yard passate  | 4.756 |
| Touchdown     | 31    |
| Intercetti    | 24    |
| Passer rating | 75,0  |